# خسته از تأسف
«خسته از تاسف» (به انگلیسی: Tired of Being Sorry) تک‌آهنگی از هنرمند اهل اسپانیا انریکه ایگلسیاس است که در سال ۲۰۰۷ میلادی منتشر شد.